# Африканская философия
Африканская философия — национальная философская мысль в странах Чёрной Африки. Оформилась в процессе деколонизации во второй половине XX века. В 1973 году был создан Межафриканский Совет по философии, имеющий свой печатный орган.

## История развития
Африканские народы имеют философские традиции, сложившиеся намного ранее: помимо Северной Африки, где взаимопроникали древневосточная (в частности, древнеегипетская), эллинистическая, раннехристианская и мусульманская философия, это касается Эфиопии, где существовала философская школа Зера Якоба (1599—1692), которого сравнивают с Декартом. Также следует упомянуть уроженца современной Ганы, философа Антона Вильгельма Амо, жившего в эпоху Просвещения и получившего философское образование в Германии, а затем работавшего в университетах Галле, Виттенберга и Йены. Значительные интеллектуальные достижения Антона Амо сыграли важную роль в полемике XVIII—XIX веков о «способностях негра».
Родоначальником африканской этнофилософии считается бельгийский миссионер Пласид Темпельс, опубликовавший в 1946 году книгу «Философия банту» (фр. La Philosophie bantoue). По Темпельсу, онтология банту — это, прежде всего, теория сил. Анализируя мировоззренческие идеи бантуязычных народов, воплощенные в их религии и языке, он вычленил основополагающее понятие «жизненная сила», которым обозначил формы эманации божественной сущности, присутствующей в мире. Первым современным африканским философом стал руандийский аббат Алексис Кагаме, издавший в 1956 году книгу «Банту-руандийская философия бытия». Как и Темпельс, он исходил из существования коллективной и неизменной философии банту, однако выводил её в основном из данных анализа языка киньяруанда.
Новый этап в развитии африканской философии представляет собой концепция негритюда, основанная на ценностях эмоций, ритма и интуиции. Основоположниками негритюда считаются мартиникский франкофонный поэт Эме Сезер и сенегальский президент Леопольд Сенгор, но философскую формулировку, основанную на экзистенциализме и марксизме, ему дал Жан-Поль Сартр в эссе «Чёрный Орфей» (1949). В политической философии Африки существенную роль сыграли идеи темнокожих левых мыслителей — Уильяма Дюбуа (панафриканизм), Джулиуса Ньерере (социализм уджамаа), Кваме Нкрумы (коншиенсизм), Стива Бико (чёрное самосознание), Франца Фанона и других. Гуманистическое направление представляет собой философия убунту.

## Представители
- Франц Фанон (Мартиника-Алжир)
- Полен Унтонджи (Бенин)
- Коч Барма Фалл (Гамбия)
- Алью Эбрима Чэм Джуф (Гамбия)
- Антон Вильгельм Амо (Гана-Германия)
- Кваме Энтони Аппиа (Гана)
- Квази Виреду (Гана)
- Кваме Нкрума (Гана)
- Ато Секи-Оту (Гана)
- Джабрил Тамир Ниань (Гвинея)
- Ахмед Секу Туре (Гвинея)
- Уильям Эдуард Бёркхардт Дюбуа (США-Гана)
- Амилкар Кабрал (Гвинея-Бисау и Кабо-Верде)
- Ашиль Мбембе (Камерун-Франция)
- Кваме Гиеки (Кения)
- Али Мазруи (Кения-США)
- Джон Мбити (Кения-Швейцария)
- Генри Одера Орука (Кения)
- Нгуги Ва Тхионго (Кения)
- Эрнест Вамба диа Вамба (Демократическая республика Конго)
- Валентин-Ив Мудимбе (Демократическая республика Конго)
- Теофиль Обенга (Республика Конго)
- Дидье Капхагавани (Малави)
- Амаду Ампате Ба (Мали)
- Чинуа Ачебе (Нигерия)
- Инносент Чилакa Оньевуеньи (Нигерия)
- Воле Шойинка (Нигерия)
- Алексис Кагаме (Руанда)
- Сулейман Бахир Диань (Сенегал)
- Шейх Анта Диоп (Сенегал)
- Леопольд Сенгор (Сенегал)
- Осман дан Фодио (Сокото)
- Нана Асма’у (Сокото)
- аль-Хадж Салим Сувари (народ сонинке)
- Джулиус Ньерере (Танзания)
- Аполло Каггва (Уганда)
- Окот П'Битек (Уганда)
- Тсенай Серекеберхан (Эритрея)
- Валда Хейват (Эфиопия)
- Зера Якуб (Эфиопия)
- Дэвид Бенатар (ЮАР)
- Стив Бико (ЮАР)
- Джон Лангалибалеле Дубе (ЮАР)
- Эския Мфахлеле (ЮАР)
- Давид Тео Голдберг (ЮАР-США)